# Overworld
Overworld je páté album norského producenta Savanta, a jeho třetí album pod touto přezdívkou. Bylo vydáno 6. června 2012.

## Seznam skladeb
| Pořadí         | Název                                | Délka   |
| -------------- | ------------------------------------ | ------- |
| 1.             | Overworld                            | 3:54    |
| 2.             | Bad Baws                             | 3:43    |
| 3.             | Megaboy                              | 2:54    |
| 4.             | Starscream Forever (feat. Qwentalis) | 7:00    |
| 5.             | Quantum Mechanics                    | 4:13    |
| 6.             | Arcade Night Cruise                  | 3:35    |
| 7.             | Ride Like the Wind                   | 4:49    |
| 8.             | Dirty Mary                           | 3:45    |
| 9.             | Diamond Blush                        | 5:22    |
| 10.            | Flashbach                            | 4:00    |
| 11.            | Eggs                                 | 5:58    |
| 12.            | Destroy the Dragon                   | 3:32    |
| 13.            | Vinter                               | 3:21    |
| 14.            | Robot People Monster                 | 3:57    |
| 15.            | Firecloud                            | 9:39    |
| 16.            | Slaughterface                        | 2:43    |
| 17.            | Breakdown                            | 3:49    |
| Celková délka: | Celková délka:                       | 1:16:14 |